# 中等专业学校
中等专业学校，简称中专，也有称中等职业学校，即中职，是中华人民共和国的一种中等职业教育机构。中等专业学校行政上以行业办学为主，但业务上由教育部门综合管理。在毕业生分配制度改革之前，由国家统一招生录取的中专生（招生时明确不包分配的除外），毕业时也由国家统一分配至基层从事专业技术工作，并可具有国家干部身份。因此，在很长一段时期，读中专成为许多家庭，尤其是县城及农村家庭的首选。就读中专的学生，也以初中的绩优生为主。但是，随着毕业生分配制度的改革，中专毕业生不再由国家负责安排工作，中等专业学校开始不受考生青睐，生源结构开始偏向于初中时期成绩不甚理想的毕业生。2013年，有报道指部分中等专业学校，尤其是民办中等专业学校招生存在困难。在一些地区，中等专业学校需要和其它中等职业学校一同竞争生源，甚至出现“招生大战”的局面。随着中职免学费政策的实施和中职毕业生升学政策的调整，中等专业学校近年来招生形势有所好转，但也面临培养目标是面向高考抑或面向就业等一系列困惑。

## 历史

### 初创
1951年，中华人民共和国政务院公布《关于改革学制的决定》，在第三项丁目中规定了中等专业学校的学制，并将其划分为技术学校、师范学校、医药及其他中等专业学校三类。
1952年，中华人民共和国政务院下达《关于整顿和发展中等技术教育的指示》，要求“关于中等技术学校的教育方针、制度、普通课程教学计划、全国总的设置计划和招生计划以及其他有关教育原则方面的问题，应由中央人民政府教育部决定（军事系统的技术学校除外），各地方人民政府的教育部门，应根据中央人民政府教育部的决定，领导各该地区的中等技术学校予以贯彻实施。关于中等技术学校的设置、变更、停办、分科、招生、业务课程、实验实习、经费开支、人事配备、毕业生的分配以及其他日常行政事宜等，应以分别由各有关业务部门直接决定为原则。”，该指示适用于师范学校以外的其它中等专业学校。自此，中等专业学校的“行业办学，教育部门综合管理”的机制得以确立。
1954年，中华人民共和国政务院公布《关于改进中等专业教育的决定》。在该项决定中，政务院要求中等专业教育要“努力学习苏联先进经验，积极改进教学，以提高教学的质量”，并明确中等专业教育的任务是“有计划地培养中等专业干部，以保证国家经济发展的需要”。决定还对学习年限、教学工作等做了一系列的规定，并明确中等专业学校的管理机制为“在中央高等教育部统一领导下，各类中等专业学校均归中央各有关业务部门主管”。

### 跃进与停办
1958年，整个中国大陆的社会处在“大跃进”的浪潮中。是年，中共中央、中华人民共和国国务院发布《关于教育工作的指示》，将中等专业学校的管理权限下放至省一级进行管理，并要求各地“大力发展中等教育和高等教育”。此后，中等专业学校迅速增加。至1960年，包括中等师范学校在内，全国共有6225所中等专业学校，在校生达221.6万人。随着“大跃进”时期的结束，1961年1月，中共中央正式提出“调整、巩固、充实、提高”八字方针。在该方针的指导下，许多中等专业学校被停办或合并。至1963年底，全国的中等专业学校减少至865所，在校生也减至32.1万人。
1966年，随着文化大革命的开始，全国各地的中等专业学校均“停课闹革命”，其后虽有“复课闹革命”之举，但全国的中等专业学校仍中断招生一段时间，故而，在原在校生毕业以后，中等专业学校实质处于停办状态。

### 恢复和发展
1977年，中国恢复高考制度，中等专业学校与普通高校同在高考中进行招生。同时，中等专业学校也面向初中毕业生进行招生，俗称“小中专”。此后，中等专业学校的招生局面逐步开拓，规模日渐扩大。在1997年以前，由于毕业生分配制度尚未改革，就读中等专业学校，成为许多初中毕业生的首选。
1980年，中华人民共和国国务院批转教育部《全国中等专业教育工作会议纪要》，在会议纪要中，有“中专毕业生在实践中锻炼提高，不少人可以成为工程师、农艺师、医师等，以弥补高级专业人才的不足”和“中专毕业生将是各行各业，特别是基层领导干部的重要来源”等文字。实际上，在此后的一段时间，中专毕业生确实成为中国大陆中级专业人才和基层领导干部的主要来源。
1985年，中共中央发布《关于教育体制改革的决定》，提出普及九年义务教育、大力发展职业技术教育、改革毕业生分配制度等改革蓝图。文件中，对有关发展职业技术教育部分的表述是“要以中等职业技术教育为重点,发挥中等专业学校的骨干作用”，并提出“中等职业技术教育主要由地方负责”。1991年，中华人民共和国国务院颁行《关于大力发展职业技术教育的决定》，要求扩大招生规模，并允许非义务教育阶段的职业技术教育收取学费从1985年发布《关于教育体制改革的决定》以后，直到1997年以前，包括中等专业学校在内的整个中等职业教育态势良好，发展迅猛。

### 低谷
1997年以前，除统招统分的学生以外，许多中等专业学校还招收委培（委托培养）、自费等定向分配或不包分配的学生。1997年以后，随着招生体制的改革，招生计划逐步不再区分统招、委培、自费，此项改革至2000年基本完成。与此同时，毕业生的就业政策也随之改变，国家不再负责分配中专毕业生的工作。在政策转换期间，部分地区遗留下一些问题，引发后续的信访和诉讼，后多由当地政府解决。在此之后，受毕业生分配制度改革及大学扩招等因素影响，中等专业学校对初中优质生源的吸引力逐步下降，招生开始出现困难局面。

### 回暖

#### 国家助学金和免学费政策的建立和调整
2007年，中华人民共和国国务院下达《关于建立健全普通本科高校、高等职业学校和中等职业学校家庭经济困难学生资助政策体系的意见》。其后，财政部、教育部联合印发《中等职业学校国家助学金管理暂行办法》。国家助学金资助对象是具有中等职业学校全日制正式学籍的在校一、二年级所有农村户籍的学生和县镇非农户口的学生以及城市家庭经济困难学生，资助标准每生每年1500元。中等专业学校属该办法所指的中等职业学校。故而，在文件下发以后，至2012年国家政策调整之前，中等专业学校全日制正式学籍的在校一、二年级所有农村户籍的学生和县镇非农户口的学生以及城市家庭经济困难学生均可以享受国家助学金。
2012年，财政部、国家发展改革委、教育部、人力资源社会保障部等四部委联合印发《关于扩大中等职业教育免学费范围 进一步完善国家助学金制度的意见》，规定“从2012年秋季学期起，对公办中等职业学校全日制正式学籍一、二、三年级在校生中所有农村（含县镇）学生、城市涉农专业学生和家庭经济困难学生免除学费（艺术类相关表演专业学生除外）”，“对在职业教育行政管理部门依法批准、符合国家标准的民办中等职业学校就读的一、二年级符合免学费政策条件的学生，按照当地同类型同专业公办中等职业学校免除学费标准给予补助。民办中等职业学校经批准的学费标准高于补助的部分，学校可以按规定继续向学生收取”。同时，文件还规定“将中等职业学校国家助学金资助对象由全日制正式学籍一、二年级在校农村（含县镇）学生和城市家庭经济困难学生，逐步调整为全日制正式学籍一、二年级在校涉农专业学生和非涉农专业家庭经济困难学生”。此后，中等专业学校作为中等职业学校的组成部分，其在校的农村（含县镇）学生、城市涉农专业学生和家庭经济困难学生均可享受国家的免学费政策（或补助）。

#### 升学政策的调整
在很长一段时间，中等专业学校的毕业生在毕业以后，必须服从组织安排，参加工作。工作两年后，征得所在单位同意，方可参加普通高考后来，该项制度开始松动，允许应届中专毕业生参加普通高考，但由于普通高考的考试内容与中等专业学校的学习内容存在差异。和来自普通高中的考生相比，来自中等专业学校的考生相对不占优势。 
1997年，中华人民共和国教育委员会下发《关于招收应届中等职业学校毕业生举办高等职业教育试点工作的通知》，允许北京市、上海市、江苏省、广东省、河南省、天津市、辽宁省、浙江省、黑龙江省、河北省开展高等职业院校从应届中等职业学校毕业生中招收学生的试点工作，招生考试采用单独命题的方式，参加此类招生考试的考生可以避开来自普通高中的考生，但却只能报读大专层次的高等职业院校。此后，此项考试在许多省份被引入高考制度，部分省份更将对口高考的招生段拓展至本科段，但也有部分省份仍停留在专科段。
中专生的另一条升学之路是“三二分段”。2002年，中华人民共和国教育部下发《关于进一步办好五年制高等职业技术教育的几点意见》，其中提出“独立设置的职业技术学院及有关高等学校也可以根据社会对五年制高职人才的需求，在自身条件满足不了办学需求的情况下，可利用优质的中等职业教育资源进行五年制高职前三年的教育教学工作，但后两年高职教育阶段必须在高等学校举办”。“三二分段”制度得以确立。但以“三二分段”方式升学，必须是中等职业学校与高等职业学校存在合作协议，招生时已明确为三二分段的学生。此后，部分省份将该政策的招生段拓展到本科段，但学习年限相应有所增加。

#### 整体态势
随着中职免学费政策的实施和中职毕业生升学政策的调整，中等专业学校近年来招生形势有所好转，但也面临培养目标是面向高考抑或面向就业等一系列困惑。同时，也有报道指部分中等专业学校，尤其是民办中等专业学校仍存在招生困难等情况。